# Nackskott

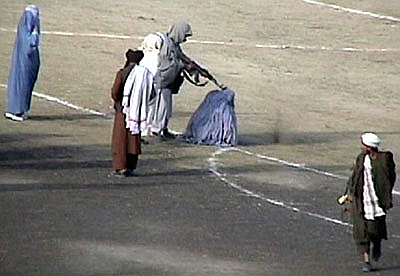
Avrättning via nackskott av Zarmeena, en afghansk kvinna som dömts för mordet på sin make, den 16 november 1999 i Kabul.

Nackskott är en avrättningsmetod som genomförs med ett skjutvapen som pistol, gevär eller automatkarbin. Skottet träffar baksidan av huvudet eller nacken. 
Under 1990-talet har metoden förekommit i bland annat de forna sovjetrepublikerna; den har redovisats i Ryssland – där avrättningen av Andrej Tjikatilo verkställdes på detta sätt – och i baltstaterna där de senast verkställda avrättningarna genomfördes med metoden. Även Folkrepubliken Kina har använt metoden under senare år. Nackskott förekom som mordmetod vid Malexandermorden i Sverige 1999.